# بوابة عالمية
البوابة العالمية (بالإنجليزية: universal gateway)‏ هي جهاز يقوم بمعاملات البيانات بين مصدري بيانات أو أكثر باستخدام بروتوكولات الاتصال الخاصة بكل منهما. تسمى أحيانًا بوابة بروتوكول عالمية، تم تصميم هذه الفئة من المنتجات كجهاز كمبيوتر، وتستخدم لتوصيل البيانات من نظام أتمتة إلى آخر.

## أمثلة التطبيقات النموذجية
اتصالات آلة إلى آلة هي الاتصالات بين آلتين من موردين مختلفين، يستخدمان عادة بروتوكولات اتصال مختلفة. وعادة ما يكون هذا شرطًا لتحسين أداء خط الإنتاج، من خلال توصيل حالات الآلة عكس اتجاه التيار وفي اتجاه التيار لإحدى المعدات توصيلاً فعالاً. فيمكن أن تُطلق أوقات تعطل الآلة تشغيل منخفض الطاقة. ويمكن إدارة مستويات المخزون بشكل أكثر فعالية بحسب كل وحدة، من خلال معرفة اتجاه تيارات الطلب صعودًا وهبوطًا.
اتصالات آلة إلى مؤسسة – تتم إدارة اتصالات آلة إلى مؤسسة إدارة نموذجية من خلال تفاعلات قواعد البيانات. وفي هذه الحالة، تتم عادة ترقية تقنية Eatm من أجل التشغيل التفاعلي للبيانات. بيد أنه يوجد في العديد من أنظمة المؤسسات واجهات بيانات الوقت الفعلي. وعند دمج واجهات الوقت الفعلي، تصبح البوابة العالمية أفضل خيار بما تتميز به من قدرة على دعم العديد من البروتوكولات في وقت واحد.
في جميع الحالات قد تنهار الاتصالات عند العديد من نقاط النقل، مثل, آر أس-232 وآر إس-485 وإيثرنت, وما إلى ذلك. تتميز البوابة العالمية بقدرتها على الاتصال بين البروتوكولات عبر العديد من نقاط النقل في وقت واحد.

## تصميم البوابة العالمية
النظام الأساسي للأجهزة - الحاسب الصناعي, الحاسب المدمج، الحاسب Computer Appliance
برمجيات الاتصالات – برامج (برامج تشغيل) لدعم واحدًا أو أكثر من البروتوكولات الصناعية. عادة ما يتم قطع الاتصالات أو تكون قائمة على التغيير. وبصورة مثالية، هناك اهتمام كبير بترقية بروتوكولات الاتصالات لتحقيق أفضل فعالية ممكنة في نقل البيانات (تحسين حجم الرسائل وسرعات الاتصالات ومعدلات تحديث البيانات). ومن أمثلة البروتوكولات النموذجية؛ بروتوكول Rockwell Automation CIP، بروتوكول إيثرنت/IP، بروتوكول إيثرنت الصناعي Siemens Industrial Ethernet، بروتوكول Modbus TCP. وهناك المئات من بروتوكولات أجهزة الأتمتة، ولكن تستهدف حلول أجهزة البوابة العالمية عادةً قطاعات معينة من الأسواق وتعتمد على العلاقات مع موردي أجهزة الأتمتة.
برمجيات وسيطة – هي برامج ربط لتوصيل البيانات من أحد الأجهزة للبيانات في جهاز آخر، بحيث يكون أحدهما مصدرًا للبيانات والآخر هو الوجهة. وبصورة نموذجية، يتم نقل البيانات عند تغيير البيانات أو حسب الوقت أو اعتمادًا على ظروف المعالجة - التشغيل، الإيقاف، إلخ.

## أجهزة البوابة العالمية مقابل محولات البروتوكولأ
تقدم البوابة العالمية في الحالة المثالية جميع البروتوكولات على الحاسب، لتحقيق المنفعة لمهندس العملية، بحيث تمنحه الفرصة لاختيار أحد البروتوكولات أو العديد من البروتوكولات، وتغيير تلك البروتوكولات على مدار الوقت بحسب ما تقتضيه متطلبات الاستخدام. محولات البروتوكول هي أجهزة صممت بشكل نموذجي من أجل هدف واحد وهو تحويل البروتوكول س إلى ص ولا تقدم أي مستوى من إمكانية التكوين والمرونة اللتين يتميز بهما جهاز البوابة العالمية.

## أسواق جديدة أمام أجهزة البوابة العالمية
هناك فئات خاصة من البوابة العالمية تهتم بمعالجة احتياجات خاصة. تثير الشبكة الذكية في الوقت الحالي فئة جديدة من الاستخدامات حيث تكون معدات المصنع متصلة بالمرافق الكهربائية بغرض التحكم في الطلب والاستجابة في استخدام الطاقة. وهناك اختلاف كبير في بروتوكولات «الشبكة الذكية» بحيث يلزم توصيلها ببروتوكولات أتمتة عبر برمجيات وسيطة. وتدعم أجهزة البوابة العالمية في الحالة النموذجية كلا من الاتصال السلكي واللاسلكي.

## وصلات خارجية
- Universal Gateway for SmartGrid Applications
- Universal Gateway for Manufacturing Automation
- Protocol Converters for Manufacturing Automation